# Bundesverband Professioneller Mobilfunk
Der PMeV (Bundesverband Professioneller Mobilfunk e. V.) ist ein Netzwerk führender Anbieter und Anwender sicherer Kommunikationslösungen für den professionellen Einsatz. Seine Mitglieder sind Hersteller, System- und Applikationshäuser, Netzbetreiber, Anwender, Berater sowie darüber hinaus weitere Fachleute und Experten.

## Geschichte
Der Verband wurde am 23. Juli 1999 in Berlin gegründet. Gründungsmitglieder des PMeV waren:
- De Te We Funkwerk Köpenick GmbH
- Holger Benox
- R&S BICK Mobilfunk GmbH
- Interessengemeinschaft der Privaten Bündelfunkbetreiber e. V.
- Dolphin Telecom (Deutschland) GmbH
- BESCom Elektronik GmbH
- Motorola GmbH

Der Verband hat 96 Mitglieder (Stand Dezember 2024), davon sind neun außerordentliche Mitglieder (Behörden und Verbände), fünf passive Mitglieder (natürliche Personen) und vier Ehrenmitglieder. Geschäftsführer des PMeV ist seit dem 1. Juni 2022 Michael Rosenzweig.
Die Wahl des aktuellen Vorstandes fand zuletzt im Rahmen der Mitgliederversammlung vom 23. März 2023 statt.
Die PMeV Services GmbH wurde am 15. Mai 2012 gegründet und unterstützt den Verband bei der Abwicklung wirtschaftlicher Aktivitäten, die den satzungsgemäßen Zielen des Verbandes dienen.

## Ziele
Ziel des PMeV ist die Förderung des Professionellen Mobilfunks in Deutschland. Dazu stellt er Informationen für seine Mitglieder und die interessierte Öffentlichkeit über seine Internet-Präsenz sowie über Informationsveranstaltungen bereit. Der PMeV fördert Standards und die Harmonisierung von Applikationen. Er ist ideeller Träger der Fachmesse PMRExpo.
Der PMeV kooperiert mit den internationalen Verbänden TCCA (TETRA and Critical Communications Association) und DMR Association. Auf fachlicher Ebene kooperiert der PMeV mit dem Bundesverband für Objektfunk Deutschland e. V. Eine gegenseitige Mitgliedschaft besteht mit dem Fachverband Leitstellen e. V.

## Themen
Die Arbeit des Verbandes gliedert sich in sieben Fachbereiche (FB):
- FB Breitband

Der Fachbereich Breitband beschäftigt sich mit der Zukunft des Professionellen Mobilfunks. Um den zukünftigen Bedarf der unterschiedlichen Anwender, z. B. in Bezug auf Frequenzressourcen, qualifiziert darstellen zu können, führt der PMeV im Fachbereich Breitband den Dialog mit diesen Anwendern und formuliert diesen in Richtung der relevanten öffentlichen Institutionen.
- FB Cybersecurity

Als Kompetenzträger für alle wesentlichen Bereiche der sicheren Kommunikation spielt das Thema  Cybersecurity für den PMeV eine herausragende Rolle. Alle Aktivitäten rund um das Thema Cybersecurity sind in diesem Fachbereich gebündelt.
- FB Endgeräte

Der Fachbereich Endgeräte begleitet die Erarbeitung von Regelungen zur Einführung und Zertifizierung neuer Leistungsmerkmale für Endgeräte des BOS-Digitalfunks und bildet in Bezug auf Endgeräte die Schnittstelle und Interessenvertretung des PMeV zur BDBOS (Bundesanstalt für den Digitalfunk der Behörden und Organisationen mit Sicherheitsaufgaben).
- FB Frequenzen

Ziel des Fachbereichs Frequenzen ist es sicherzustellen, dass jederzeit ausreichende Frequenzressourcen für einsatz- und geschäftskritische Sprach- und Datenanwendungen zur Verfügung stehen. Der Fachbereich arbeitet hierzu eng mit der Bundesnetzagentur (Bundesnetzagentur für Elektrizität, Gas, Telekommunikation, Post und Eisenbahnen) zusammen, um gemeinsam frequenzökonomische und europäisch harmonisierte Lösungen zu finden.
- FB Leitstellen

Leitstellen sind ein zentrales Element innerhalb einsatzkritischer Kommunikationslösungen. Der Fachbereich Leitstellen befasst sich umfassend und ganzheitlich mit dem gesamten Themenkomplex Leitstelle. Er hat sich entsprechend strukturiert, um die vielfältigen Themen effizient zu bearbeiten und koordiniert die Arbeit von zwei Arbeitsgruppen und drei Expertenforen.
- FB Objektversorgung

Der Fachbereich Objektversorgung befasst sich mit sämtlichen Fragestellungen rund um die Versorgung von Gebäuden, Tunneln und sonstigen besonderen Bauwerken, für die eine Sonderversorgung erforderlich ist. Ein besonderer Schwerpunkt der Arbeit des Fachbereichs Objektversorgung ist die Sicherstellung einer hohen Qualität bei der Umsetzung von Projekten der Objektversorgung. Er hat dazu gemeinsam mit dem Bundesverband Objektfunk in Deutschland (BODeV) ein Gütesiegel entwickelt, das von beiden Verbänden an Planer, Errichter und Servicedienstleister im Bereich Objektversorgung vergeben wird.
- FB Öffentlichkeitsarbeit

Der Fachbereich Öffentlichkeitsarbeit ist die Schnittstelle des PMeV zu Medien und interessierter Öffentlichkeit. Er kümmert sich federführend um sämtliche Veröffentlichungen des PMeV, den Internetauftritt, den Auftritt in Sozialen Medien und auch um Veranstaltungen wie z. B. die PMRExpo.

## PMRExpo
Die PMRExpo ist eine internationale Veranstaltung für Professionellen Mobilfunk und Leitstellen. Neben der dreitägigen Fachmesse haben die Besucher der PMRExpo die Möglichkeit, sich Innovationen, Neuerungen und Produkte rund um professionelle Kommunikationslösungen zu informieren. Der Fokus liegt unter anderem in den Bereichen kritische Infrastrukturen, öffentliche Sicherheit und vernetzte Sicherheit.